# 反正是我
《反正是我》是香港歌手陳奕迅加盟英皇娛樂後推出的首張國語專輯，於2001年7月17日發行，唱片編號：AVCCD80005（台灣）、EEG3008（香港）。
大碟中《低等動物》、《不如這樣》、《愛是懷疑》、《K歌之王》等歌曲不僅令陳奕迅在台灣、中國大陸甚至東南亞等華人地區聲名大噪，更成為他廣為人知的國語作品。並且令他首度提名台灣金曲獎最佳國語男演唱人獎。

## 曲目
| 次序 | 歌名                      | 作曲   | 填詞           | 編曲      | 監製                   | 音樂錄像                              |
| ---- | ------------------------- | ------ | -------------- | --------- | ---------------------- | ------------------------------------- |
| 01   | Because You're Good To Me | 陳奐仁 | 陳奐仁、黃振軒 | 陳奐仁    | 陳奐仁、凌偉文、陳奕迅 | ˇ                                     |
| 02   | 低等動物                  | 錢文璟 | 黃偉文         | C.Y. Kong | C.Y. Kong              | 官方Youtube連結（页面存档备份，存于） |
| 03   | 不如這樣                  | 陳偉   | 林夕           | 陳偉      | 陳偉                   | 官方Youtube連結（页面存档备份，存于） |
| 04   | 愛是懷疑                  | 陳奐仁 | 陳奐仁         | 陳奐仁    | 陳奐仁、凌偉文、陳奕迅 | 官方Youtube連結（页面存档备份，存于） |
| 05   | 我也不會那麼做            | 陳奕迅 | 陳奐仁         | 陳奐仁    | 陳奐仁、陳奕迅         | ／                                    |
| 06   | K歌之王                   | 陳輝陽 | 林夕           | 陳輝陽    | 陳輝陽                 | 官方Youtube連結（页面存档备份，存于） |
| 07   | 沒有你                    | 陳奕迅 | 陳韋伶         | 陳偉      | 陳偉                   | ／                                    |
| 08   | 冤家                      | 周杰倫 | 徐世珍         | 陳奐仁    | 陳奐仁、陳奕迅         | ／                                    |
| 09   | 全世界失眠                | 陳偉   | 林夕           | 陳偉      | 陳偉                   | ˇ                                     |
| 10   | Good Times                | 陳偉   | 于光中         | 陳偉      | 陳偉                   | ／                                    |

- 《低等動物（國）》、《不如這樣》的音樂錄像是相連的故事，導演為鄺盛。

## 相關獎項或提名

### 專輯《反正是我》
- 台灣：第13屆金曲獎 - 最佳國語男演唱人獎（提名）

### 歌曲《愛是懷疑》
- 台灣：中華音樂人交流協會－2001年度十大單曲

## 其他翻唱版本
全世界失眠：
- 范瑋琪，收錄於2005年專輯《一比一》

## 外部連結
- 台灣GQ網 - 15年後還是「K歌之王」 回顧陳奕迅成功進軍台灣《反正是我》專輯（页面存档备份，存于）